# 博斯基縣 (德克薩斯州)
博斯基縣（英語：Bosque County）位美國德克薩斯州北部的一個縣。面積2,597平方公里。根据美國2000年人口普查，共有人口17,204人。縣治默里迪恩（Meridian）。
成立於1854年2月4日，縣政府成立於8月4日。縣名來自博斯基河（西班牙語「森林」的意思）。